# Rok Urbanc
Rok Urbanc (* 28. Februar 1985 in Jesenice) ist ein slowenischer Skispringer.

## Werdegang

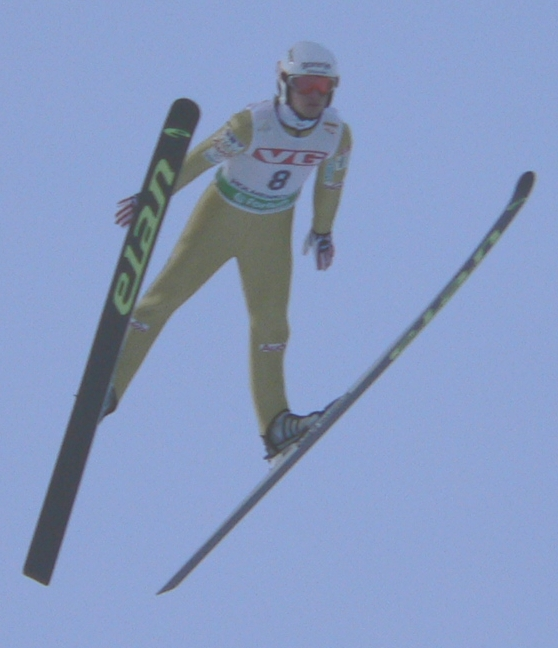
Rok Urbanc

Urbanc war Vierter im Einzelspringen den Junioren-Weltmeisterschaften 2002 in Schonach. Mit der slowenischen Mannschaft gewann er die Bronzemedaille. Bei den Junioren-Weltmeisterschaften 2003 im schwedischen Sollefteå wurde er erneut Vierter im Einzelspringen und konnte mit der Mannschaft die Silbermedaille erringen. Bei der Winter-Universiade 2005 in Innsbruck wurde er im Einzel Sechster und gewann mit der slowenischen Studentenauswahl die Goldmedaille. 2007 gewann er das Weltcupspringen in Zakopane. Nach dem schweren Sturz des Tschechen Jan Mazoch brach die Jury das Springen ab, so dass er seinen führenden Platz aus dem ersten Durchgang behielt. Bis Zakopane hatte er im Weltcup noch keine großen Erfolge erringen können, aber 2006/07 die beiden Continental-Cup-Springen in Planica gewonnen. Bei den Nordischen Skiweltmeisterschaften 2007 in Sapporo erreichte er mit der Mannschaft im Teamspringen den zehnten Platz. In beiden Einzelspringen gelangen ihm keinerlei vordere Platzierungen. So wurde er von der Normalschanze 47. und sprang von der Großschanze auf den 33. Platz. Nach den Weltmeisterschaften startete er erneut im Continental Cup und erreichte in Vikersund auf Anhieb Platz neun. Auch in allen Sommerspringen zur neuen Saison landete er in den Punkterängen. Im Sommer-Grand-Prix 2007 gelang ihm dies nur bei den beiden Springen im japanischen Hakuba.
Zum Start der Wintersaison benötigte Urbanc einige Zeit, bevor er wieder Platzierungen im Bereich der Top 10 im Continental Cup erreichte. Erst in Sapporo im Januar 2008 gelang ihm mit Platz acht wieder der Sprung unter die besten zehn. Nach einem eher mittelmäßigen Sommer 2008 und einem eher verhaltenen Start in die Saison 2008/09 im Continental Cup, wurde er im Januar 2009 für die Qualifikation für das Weltcup-Springen in Bischofshofen im Rahmen der Vierschanzentournee nominiert. Jedoch verpasste er hier mit Platz 49 deutlich die Qualifikation für den Wettbewerb. Auch zum Skiflug-Weltcup am Kulm wurde Urbanc nominiert und erreichte mit Platz 29 knapp die Qualifikation für den Wettbewerb. In beiden Wettbewerben verpasste er jedoch mit den Plätzen 36 und 39 jeweils den zweiten Durchgang. Beim Weltcup in Zakopane überraschte Urbanc mit dem dritten Platz in der Qualifikation, schied aber bereits nach dem ersten Durchgang als 33. und somit erneut ohne Weltcup-Punkte aus. Nur einen Tag später gelang ihm jedoch mit dem 22. Platz erstmals wieder ein Punktgewinn im Weltcup. Trotz dieser Leistungssteigerung verblieb Urbanc auch weiterhin im Continental-Cup-Kader. Er wurde nur unregelmäßig in den A-Kader zu Weltcup-Veranstaltungen berufen. Beim Team-Weltcup in Willingen verpasste er mit der Mannschaft nur knapp das Podium und wurde am Ende Vierter. In der Saison 2010/11 nahm er an keinem Springen im Weltcup teil.

## Erfolge

### Weltcupsiege im Einzel
| Nr. | Datum           | Ort      | Typ         |
| --- | --------------- | -------- | ----------- |
| 1.  | 20. Januar 2007 | Zakopane | Großschanze |

## Statistik

### Weltcup-Platzierungen
| Saison  | Platz | Punkte |
| ------- | ----- | ------ |
| 2002/03 | 76.   | 005    |
| 2005/06 | 79.   | 004    |
| 2006/07 | 36.   | 114    |
| 2008/09 | 71.   | 009    |

### Grand-Prix-Platzierungen
| Saison | Platz | Punkte |
| ------ | ----- | ------ |
| 2005   | 65.   | 006    |
| 2006   | 68.   | 009    |
| 2007   | 50.   | 032    |
| 2009   | 64.   | 012    |